# Edwina Currie
Edwina Currie, nata Cohen (Liverpool, 13 ottobre 1946), è una scrittrice, giornalista ed ex politica britannica. È stata eletta deputata al Parlamento per il Partito Conservatore nel 1983. È stata sottosegretario di Stato per la Sanità per due anni, prima di dimettersi nel 1988. Quando cessò da parlamentare, nel 1997, aveva intrapreso la carriera di scrittrice e giornalista televisiva.

## Biografia
È nata a sud di Liverpool da una famiglia ebrea ortodossa, che "l'ha rinnegata per aver sposato un ragioniere non ebreo". Non è praticante è ha dichiarato, in un'intervista del febbraio 2000, di trovare "il giargianese (mumbo jumbo) religioso difficile da digerire in qualsiasi confessione". Ha frequentato la Liverpool Institute High School for Girls, dove è stata deputy head girl, alla Blackburne House, nel quartiere di Canning a Liverpool.
Ha studiato filosofia, politica ed economia al St Anne's College di Oxford. Ha poi conseguito il master in storia economica presso la London School of Economics.

### Attività politica
Dal 1975 al 1986 è stata consigliera comunale di Birmingham per Northfield. Nel 1983, si candidò al Parlamento come candidata del Partito Conservatore, e fu eletta come membro per il South Derbyshire. Spesso schietta, è stata descritta come "un appuntamento fisso sullo schermo televisivo della nazione che dice qualcosa di oltraggioso su qualsiasi cosa" e "la donna più schietta e sessualmente interessata della sua generazione politica".
Nel settembre 1986 divenne Sottosegretario di Stato per la Salute. Tra i suoi commenti nei due anni successivi c'erano – nonostante non fosse religiosa – che "le brave persone cristiane" non hanno l'AIDS, che gli anziani che non potevano permettersi le bollette del riscaldamento dovrebbero avvolgersi caldi in inverno e che i nordici muoiono di "ignoranza e patatine".
Nel 1988, un alto funzionario nominò il personaggio televisivo Jimmy Savile a capo di una task force per gestire l'ospedale psichiatrico di Broadmoor. Currie successivamente firmò questa decisione. Savile ha ricevuto un potere straordinario e un set di chiavi con accesso completo a ogni parte dell'ospedale. Si è mescolato ripetutamente con i circa 800 pazienti, molte ragazze adolescenti, alcune gravemente disturbate e medicate. La polizia in seguito riferì che Savile era stato probabilmente uno dei più prolifici criminali sessuali della Gran Bretagna.

### Controversia sulla salmonella nelle uova
Currie fu costretta a dimettersi da sottosegretario di Stato parlamentare per la salute nel dicembre 1988, dopo aver emesso un avvertimento sulla salmonella nelle uova britanniche. L'affermazione che "la maggior parte della produzione di uova in questo paese, purtroppo, è ora colpita da salmonella", suscitò indignazione tra gli agricoltori e i produttori di uova causando un rapido calo delle vendite di uova del 60%. La controversia le è valsa il soprannome di "Eggwina".
La perdita di entrate ha portato alla macellazione di quattro milioni di galline. Ci fu una particolare rabbia nell'Irlanda del Nord, dove la produzione di uova era una parte significativa dell'economia. Alla festa di Natale dell'Industrial Development Board per l'Irlanda del Nord, quell'anno il piatto in primo piano era "uova al curry". Per fare ammenda, nel 1990, ha iniziato la National Egg Awareness Campaign.
Molto tempo dopo la fine delle polemiche, nel 2001, un rapporto di Whitehall riservato e apparso mesi dopo le dimissioni di Currie, rilevò che c'era stata una "epidemia di salmonella di proporzioni considerevoli".

### Dopo il Parlamento
Currie tentò di essere selezionata come candidata dei conservatori per le elezioni del Parlamento europeo del 1999, ma senza successo.
Dopo quasi un quarto di secolo lontano dalla politica, nel febbraio 2021 Currie si è candidata alle elezioni locali del Derbyshire County Council come esponente di Whaley Bridge, sfidando Ruth George del Partito Laburista. La sfida tra due ex parlamentari per un seggio in consiglio è stata molto seguita. Il 7 maggio il tentativo di Currie è fallito.

## Vita privata
Il 1º luglio 1972 ha sposato Ray Currie, da cui ha avuto due figli e ha divorziato nel 1997. Il 24 maggio 2001 ha sposato in seconde nozze John Jones, funzionario di polizia in pensione, che ha conosciuto come ospite del suo programma radiofonico nel 1999. Vive a Whaley Bridge.